# Franeker
Franeker (westfriesisch Frjentsjer, deutsch veraltet Fronacker) ist eine Stadt in der niederländischen Provinz Friesland. Als Hauptort der Gemeinde Waadhoeke zählt sie 13.050 Einwohner (Stand: 1. Januar 2024) (Einwohnerzahl 2014: 12.781).

## Lage und Verkehrsanbindung
Die Stadt liegt am Van Harinxmakanal, zwischen Harlingen im Westen und Leeuwarden im Osten, und besitzt einen Bahnhof.

## Industrie
In der Stadt gibt es eine Schiffswerft, eine Fabrik für Büromöbel und noch einige kleinere Industrieunternehmen.

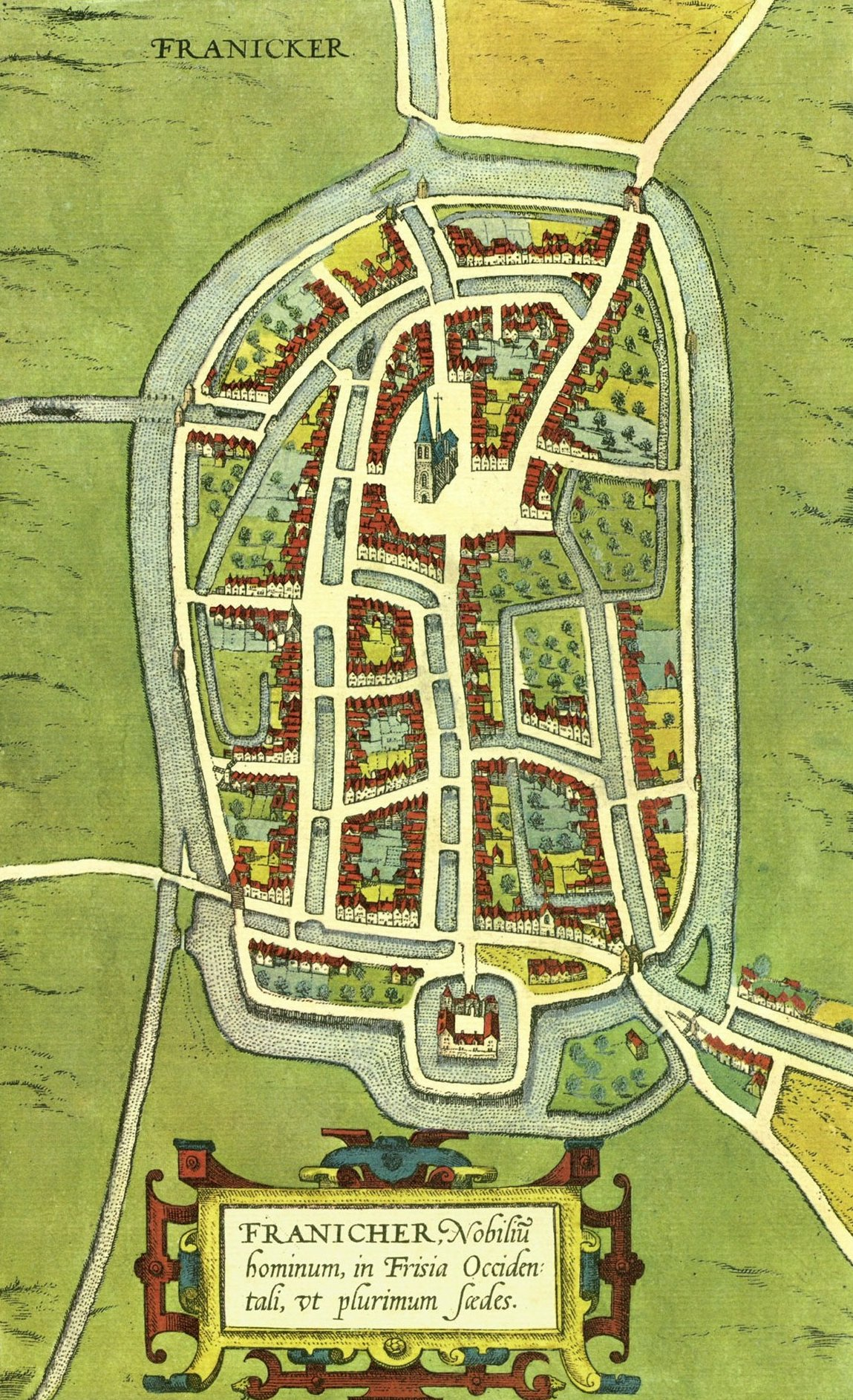
Abbildung der Stadt in Civitates orbis terrarum (1581) von Georg Braun

## Geschichte
Die im 11. Jahrhundert gegründete Stadt mit Grachten, den künstlichen Wasserwegen, war im Mittelalter weitgehend unabhängig. Ende des 15. Jahrhunderts geriet Friesland unter die Herrschaft der Habsburger. Der römisch-deutsche König und spätere Kaiser Maximilian I. übertrug 1498 Albrecht dem Beherzten, dem Herzog von Sachsen, die Erbstatthalterschaft von Friesland. Dieser setzte im Jahr darauf seinen Sohn Heinrich den Frommen als Gubernator (Statthalter) ein. Herzog Heinrich machte Franeker zu seiner Residenz. Seine Steuerforderungen empörten die Friesen, sie erhoben sich gegen Heinrichs Herrschaft und belagerten Franeker. Sein Vater Albrecht eilte mit einem Heer herbei und entsetzte Franeker. 1505 überließ Heinrich die Herrschaft über Friesland seinem Bruder Georg dem Bärtigen.
Zu Beginn des 16. Jahrhunderts kamen Sturmfluten über das Land und zerstörten die Felder, was Armut und Hungersnöte auslöste. Ab 1520 schlossen sich etliche Personen der Reformation und den verfolgten Täufern an. Nach 1535 besetzten 300 Täufer das nahegelegene Kloster Bloemkamp, das nachher durch die Truppen des Statthalters erstürmt wurde. Der Aufstand der Protestanten gegen die habsburgische Herrschaft 1566 verlief dagegen weitgehend friedlich. Nach dem Unabhängigkeitskrieg von 1579 bildete Friesland ab 1581 mit sechs anderen Provinzen die Republik der Vereinigten Niederlande, in der die reformierte Konfession dominierend war. Das katholische Kloster wurde 1585 zur Universität umfunktioniert, die bis 1811 bestand. Sie wurde im 17. Jahrhundert zu einem Zentrum reformierter Theologie, das vor allem deutsche und ungarische Studenten anzog. Zwischen 1591 und 1594 wurde das Rathaus im Renaissancestil errichtet, 1760 erhielt das Gebäude einen westlichen Anbau.
Während des Zweiten Weltkrieges waren in Franeker einige deutsche Marineeinheiten stationiert.
Bis 1983 war Franeker eine selbständige Gemeinde. Am 1. Januar 1984 wurde sie mit der sie fast vollständig umgebenden Gemeinde Franekeradeel vereinigt und wurde deren Verwaltungssitz. Am 1. Januar 2018 wurde Franekeradeel Teil der neugebildeten Gemeinde Waadhoeke.
2017 wurde Franeker der Ehrentitel „Reformationsstadt Europas“ durch die Gemeinschaft Evangelischer Kirchen in Europa verliehen.

## Bauwerke, Wasser- und Grünanlagen
Blickfänge des historischen Stadtkerns sind die Martinikirche (1420–1425) und das Rathaus (1591–1594) im Renaissancestil. Das Königliche Eise-Eisinga-Planetarium (1774–1781) gilt als ältestes Planetarium der Welt. Zahlreiche weitere gut erhaltene und renovierte Gebäude und Grachten sowie zwei Museen (das Martena und das Kaatsmuseum) bestimmen ebenfalls das Stadtbild.
Eine detailgetreue Kopie des Rathauses wurde 1893 anlässlich der World’s Columbian Exposition in Chicago angefertigt und steht nun als The Dutch House in Brookline, Massachusetts.

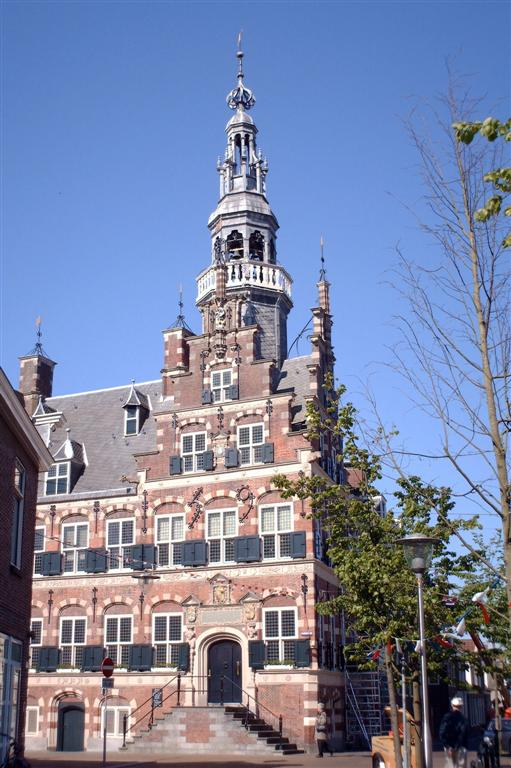
Rathaus
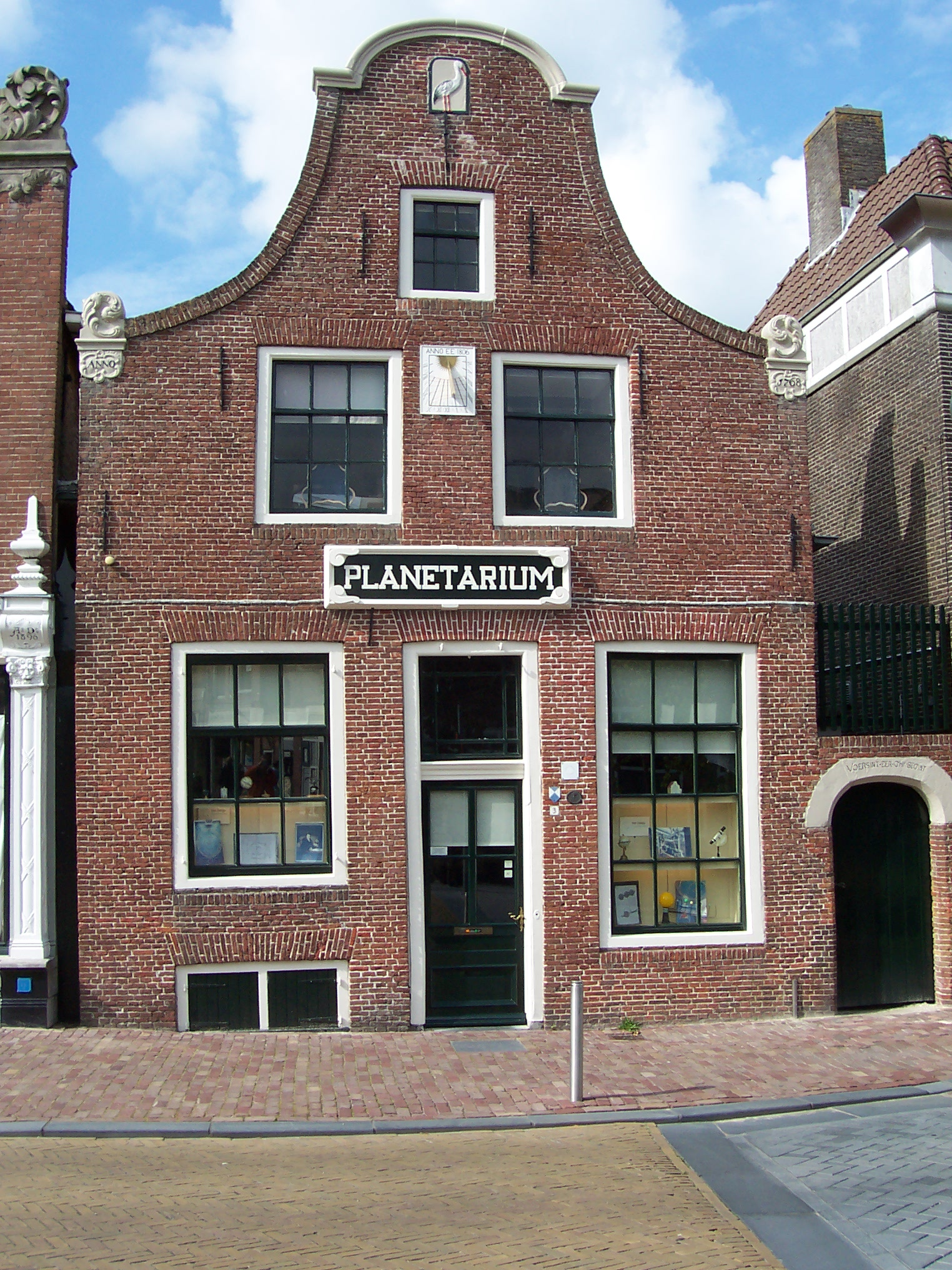
Planetarium
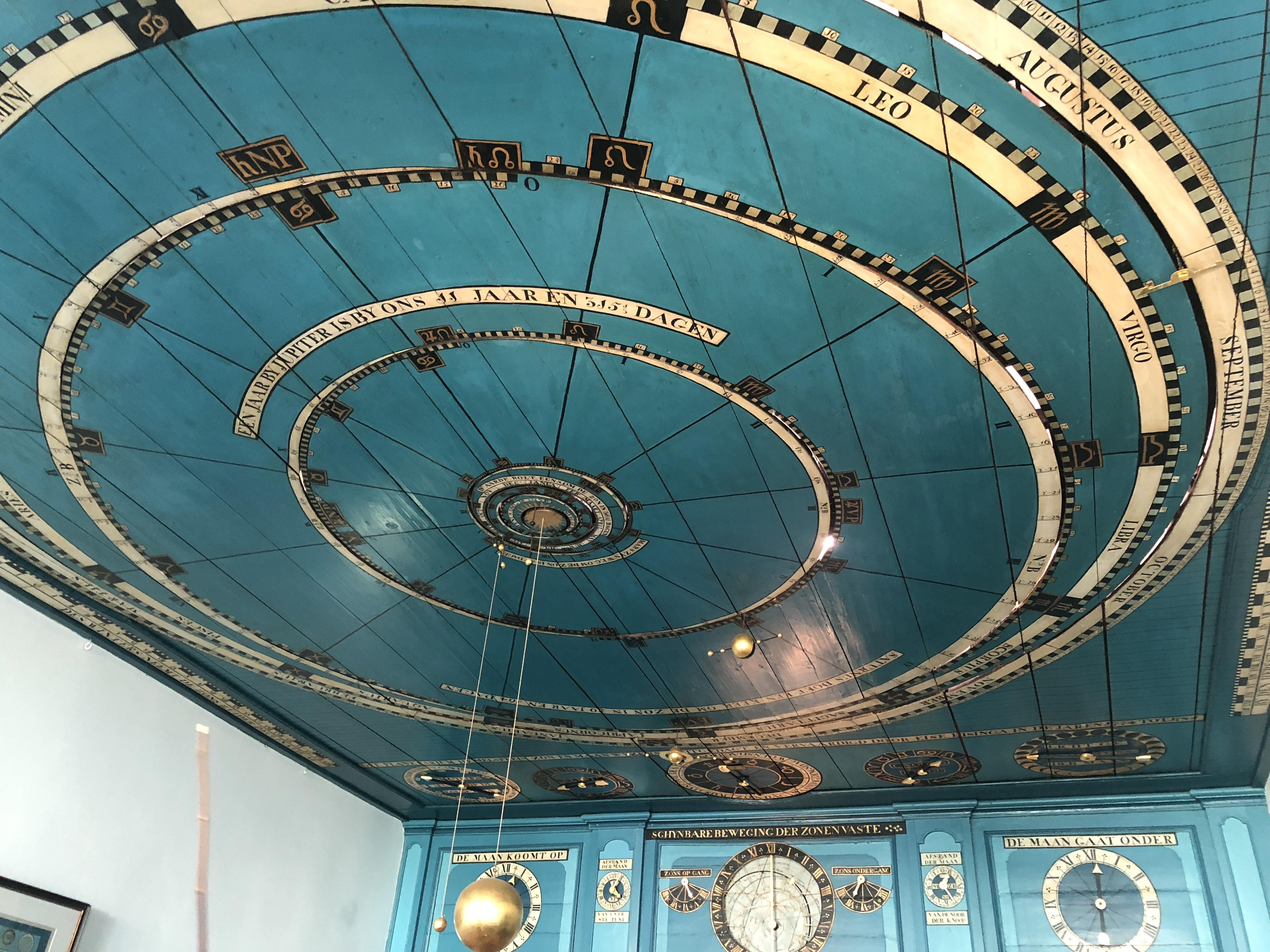
Im Planetarium
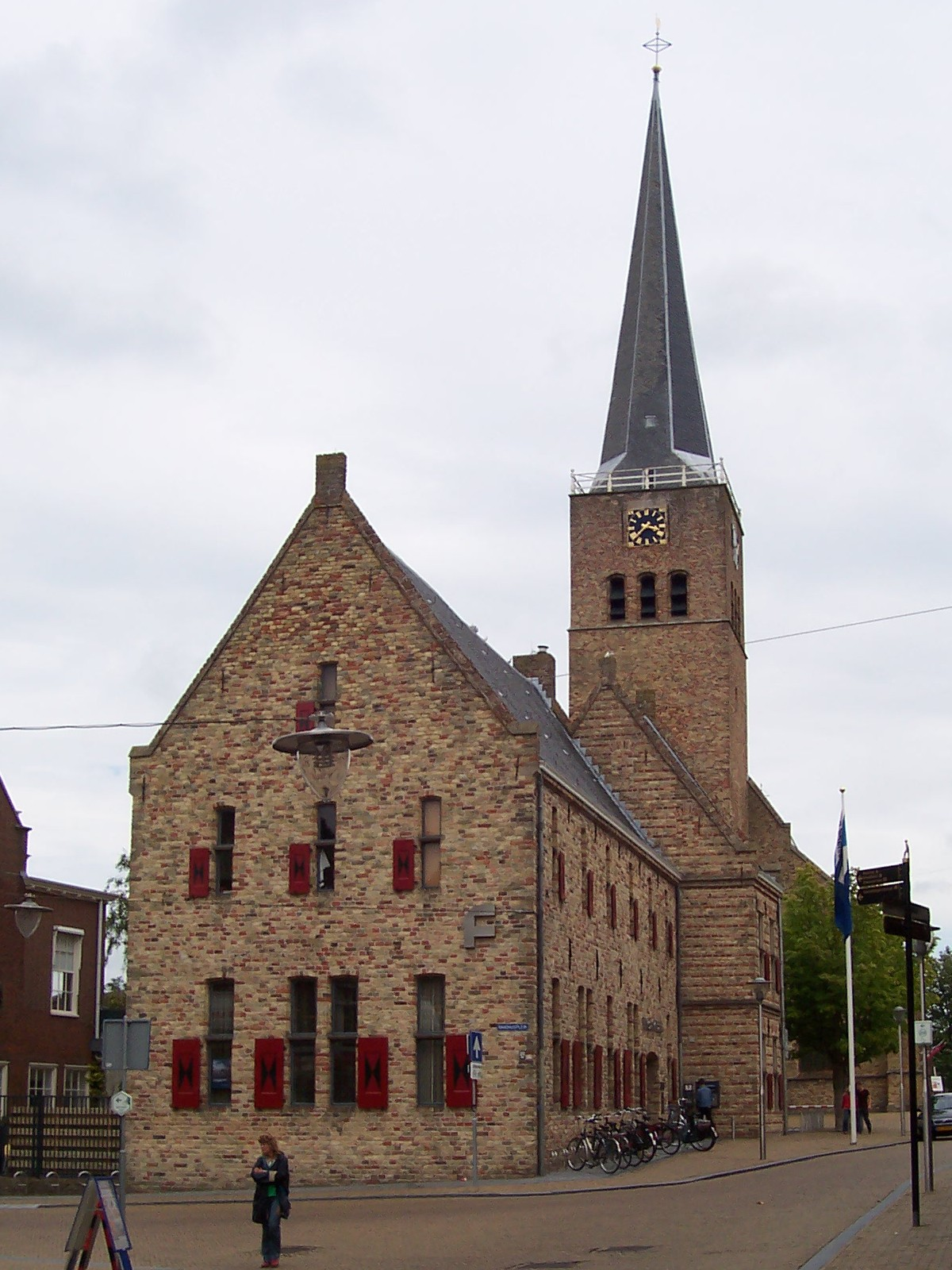
Camminghastins und Martinikirche
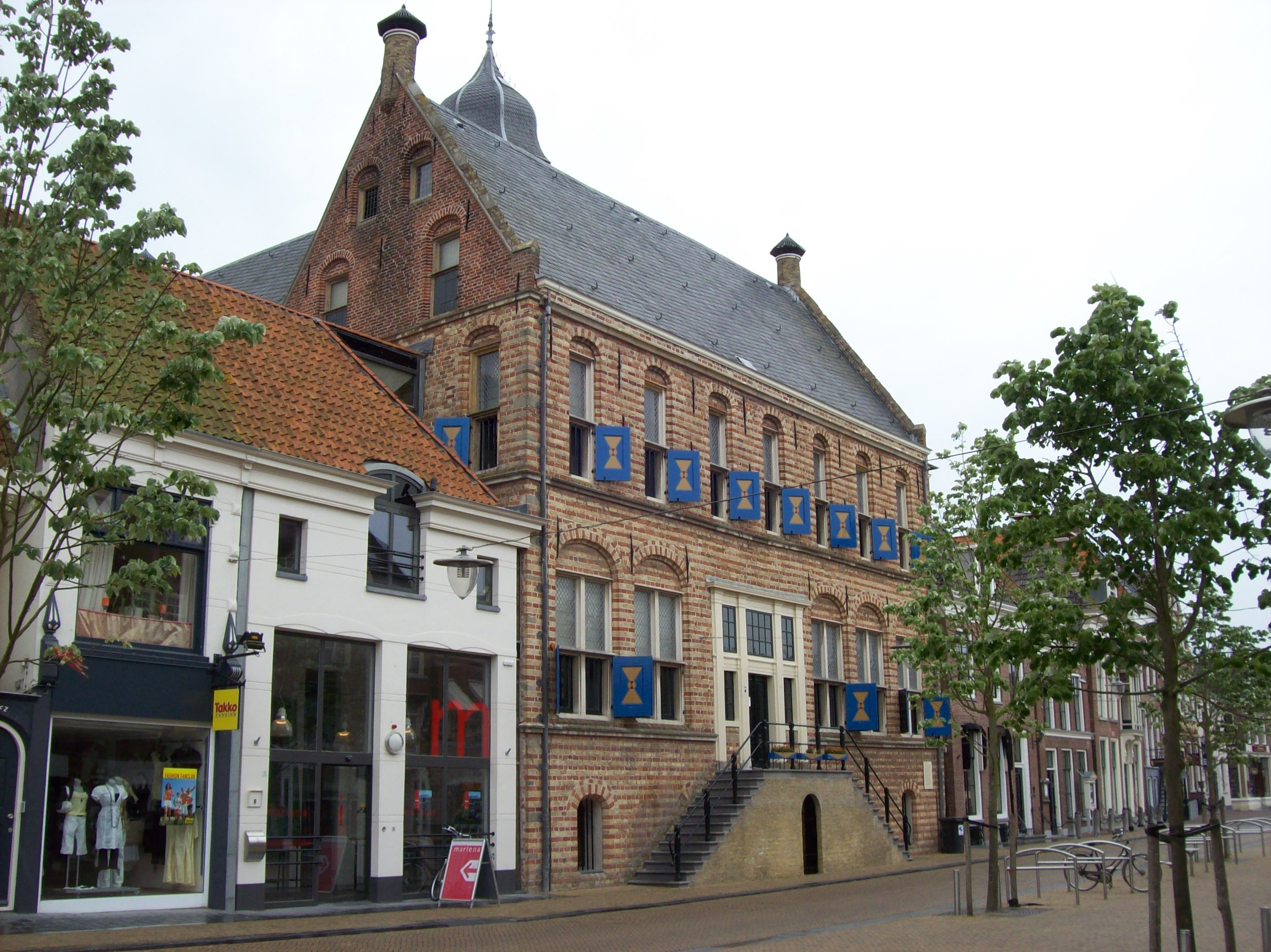
Martenastins (Museum Martena)
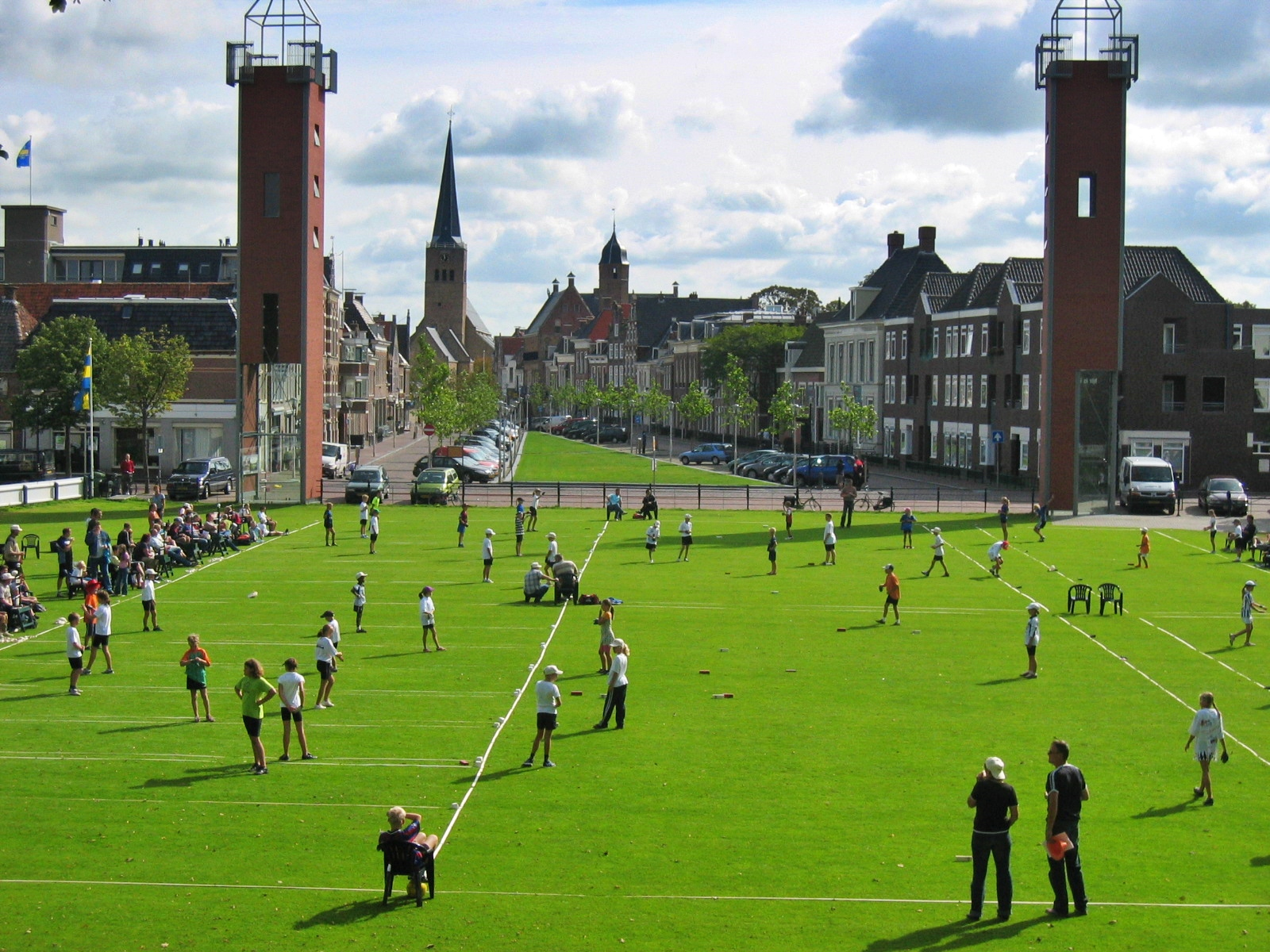
Blick auf Franeker vom Sjûkelân, dem Kaatsen-Stadion, aus

## Veranstaltungen und Sport
- In der Stadt wird jedes Jahr auf dem Sjûkelân das Turnier des Permanente Commissie (PC) im friesischen Ballsport „Kaatsen“ ausgerichtet.
- Durch Franeker führt die Strecke der Elfstedentocht, des berühmten Eisschnelllauf-Marathonrennens entlang der elf friesischen Städte.

## Sonstiges
- Die nach der Stadt benannte KLM-Maschine PH-TDF „Franeker“ vom Typ Lockheed L-749-79-33 Constellation stürzte am 12. Juli 1949 beim Landeanflug auf den Flughafen Bombay (heute Mumbai) bei schlechter Sicht aufgrund des Monsunregens in einen Berg in der Einflugschneise; alle 45 Insassen, darunter 13 amerikanische Pressevertreter, die von einer Goodwill-Reise der niederländischen Regierung nach Indonesien (damals noch Niederländisch-Indien) zurückkehrten, kamen bei dem Absturz der Maschine ums Leben. Aufgrund der politischen Hintergründe des Crashs gab es auch Sabotage-Vermutungen.[8]

## Persönlichkeiten
- Johannes Maccovius (1588–1644), polnischer reformierter Theologe
- Adriaan Metius (1571–1635), niederländischer Mathematiker und Astronom
- Jan Ruijscher (ca. 1625–ca. 1675), Graphiker, Radierer und Maler
- Jacobus Mancadan (1637–1639), Maler und Bürgermeister
- Campegius Vitringa der Jüngere (1693–1723), reformierter Theologe
- Christiaan Hendrik Trotz (1703–1773), Professor für Zivilrecht an die Universität Franeker
- Nic Ypey (1714–1785, eigentlich Nicolaas Y.), niederländischer Mathematiker, seit 1744 Professor an der Universität Franeker
- Frans Hemsterhuis (1721–1790), Philosoph und Schriftsteller der Aufklärung
- Eise Jelteszn Eisinga (1744–1828), niederländischer Amateur-Astronom, Erbauer des ältesten noch funktionsfähigen Planetariums der Welt
- Adolphus Ypeus (1749–1822), niederländischer Botaniker, Sohn von Nic Ypey
- Peter Johannes de Neui (1828–1907), Mitbegründer der niederländischen Baptisten
- Jan Hendrik Oort (1900–1992), niederländischer Astronom
- Sippie Tigchelaar (* 1952), Eisschnellläuferin
- Pia Dijkstra (* 1954), Politikerin (D66) und Journalistin